# Georg Gottfried Keuffel
Georg Gottfried Keuffel (latinisiert Georgio Gothofredo Keuffel; * 1698 in Wolfsburg; † 24. November 1771 in Helmstedt) war ein deutscher Philosoph, Politikwissenschaftler und Hochschullehrer.

## Leben
Keuffels Lebensweg ist weitgehend unbekannt. Es ist bekannt, dass er an der Universität Helmstedt zum Magister graduiert wurde. Zuvor hatte er aber bereits in Rostock erste Monografien  veröffentlicht. Dort wurde er am 16. März 1723 an der Universität Rostock immatrikuliert. 1735 wurde er in Helmstedt ordentlicher Professor der Moral und Politik (auch Sittenlehre und Staatslehre). Zeitweilig war er auch Dekan der Philosophischen Fakultät.

## Werke (Auswahl)
- Disquisitio theologica de causis corruptae ecclesiae. Adler, Rostock 1724. (Digitalisat)
- Elementa Jurisprudentiæ Ecclesiasticæ Universalis. 2 Bände. Fritsch, Rostock 1728–1729. (Digitalisat Band 1), (Band 2)
- Historia pontificatus ramani ad illustrandam eccles. disciplinam. Accedit tr. Franc. Guicciardini de origine potestatis saecularis in romana ecclesia liber. Weygand, Helmstedt 1741. (Digitalisat)
- Merckwürdigkeiten der Bononischen Schule zur Erläuterung Akademischer, auch geistlicher und weltlicher Alterthümer. Weygand, Helmstedt 1749. (Digitalisat)
- Dissertatio Moralis De Legibus Divinis Positivis Universalibus. Schnorr, Helmstedt 1751. (Digitalisat)
- Ecclesiastica Deiparae historia. Schnorr, Helmstedt 1763. (Digitalisat)